# Perl (entreprise)
Pour les articles homonymes, voir Perl.
 (février 2022).
La mise en forme du texte ne suit pas les recommandations de Wikipédia : il faut le « wikifier ».
Les points d'amélioration suivants sont les cas les plus fréquents. Le détail des points à revoir est peut-être précisé sur la page de discussion.
- Les titres sont pré-formatés par le logiciel. Ils ne sont ni en capitales, ni en gras.
- Le texte ne doit pas être écrit en capitales (les noms de famille non plus), ni en gras, ni en italique, ni en « petit »…
- Le gras n'est utilisé que pour surligner le titre de l'article dans l'introduction, une seule fois.
- L'italique est rarement utilisé : mots en langue étrangère, titres d'œuvres, noms de bateaux, etc.
- Les citations ne sont pas en italique mais en corps de texte normal. Elles sont entourées par des guillemets français : « et ».
- Les listes à puces sont à éviter, des paragraphes rédigés étant largement préférés. Les tableaux sont à réserver à la présentation de données structurées (résultats, etc.).
- Les appels de note de bas de page (petits chiffres en exposant, introduits par l'outil «  Source ») sont à placer entre la fin de phrase et le point final[comme ça].
- Les liens internes (vers d'autres articles de Wikipédia) sont à choisir avec parcimonie. Créez des liens vers des articles approfondissant le sujet. Les termes génériques sans rapport avec le sujet sont à éviter, ainsi que les répétitions de liens vers un même terme.
- Les liens externes sont à placer uniquement dans une section « Liens externes », à la fin de l'article. Ces liens sont à choisir avec parcimonie suivant les règles définies. Si un lien sert de source à l'article, son insertion dans le texte est à faire par les notes de bas de page.
- La présentation des références doit suivre les conventions bibliographiques. Il est recommandé d'utiliser les modèles {{Ouvrage}}, {{Chapitre}}, {{Article}}, {{Lien web}} et/ou {{Bibliographie}}. Le mode d'édition visuel peut mettre en forme automatiquement les références.
- Insérer une infobox (cadre d'informations à droite) n'est pas obligatoire pour parachever la mise en page.

Pour une aide détaillée, merci de consulter Aide:Wikification.
Si vous pensez que ces points ont été résolus, vous pouvez retirer ce bandeau et améliorer la mise en forme d'un autre article.

Perl (Pierre Épargne Retraite Logement) est une entreprise française créée en 2000 et filiale du groupe Nexity.
Elle est le premier opérateur du démembrement de propriété, appelé aussi investissement en nue-propriété. L'entreprise est spécialisée dans l'investissement en nue-propriété adossé à de l'usufruit locatif social.

## Mission
Perl développe et finance une offre de logements à loyers accessibles pour les étudiants, les actifs et les familles précaires.
En partant d'un modèle juridique basé sur le démembrement de propriété, Perl propose à des actifs de bénéficier d'un logement social conventionné.

## Historique
En 2000, dans le contexte économique de crise du logement, création de la société Perl par Alain Laurier, Frédéric Goulet et Nathalie Le Roy,.
En 2014, Nexity prend une participation majoritaire dans Perl, "pionnier et leader" en France de la solution en usufruit locatif social,. Une participation qui vient compléter les offres immobilières résidentielles des deux acteurs.
En janvier 2021, la société Perl se dote d'un nouveau statut sociétal. Elle devient la première société à mission du secteur du logement abordable en France.

## Direction
En 2023, Julien Drouot-l’Hermine est le président de Perl et Nicolas de Bucy est le directeur général,,,.

## Implantation
La société compte huit agences françaises, qui sont situées à Bordeaux, Marseille, Nantes, Nice, Paris et Toulouse (2022).

## Opérations réalisées

### Fins d'usufruit
Le modèle immobilier de Perl est un modèle dit « accompli » lorsque celui-ci arrive au terme de la période d’usufruit.
Les toutes premières fins d’usufruit ont été réalisées par Perl dans quatre villes de la région Île-de-France : Levallois-Perret, Saint-Maur-des-Fossés, Issy-les-Moulineaux et Boulogne-Billancourt. En 2021, quatre programmes immobiliers à vocation sociale ont été débouclés.
En 2021, la société Perl finalise une opération de 62 appartements à Vincennes et compte alors sept fins d'usufruit.

### Logement étudiant
Les premières résidences étudiantes de l'entreprise Perl ont été réalisées dans environ six grandes villes françaises comme à Nice, Toulouse, Courbevoie et Bordeaux. 